# Milan Koch (básník)
Milan Koch (3. října 1948 Praha – 18. listopadu 1974 Praha) byl český básník.

## Životopis
Milan Koch se vyučil ve Spolaně Neratovice, ve které nějaký čas pracoval. Později pomáhal ve firmě, kde pracovala jeho matka, byl skladníkem v čimické samoobsluze a také vypomáhal v hostinci U Dvou slunců. Bydlel v půdním pokoji v domě u rodičů v Dolních Měcholupech.
Byl obdivovatelem amerických beatniků Allena Ginsberga a Jacka Kerouaca. Navázal na tradici českého surrealismu, v jeho charakteristické undergroundové poetice založené na brutálních výrazových prostředcích vynikala hravost a smysl pro černý humor.
15. prosince 1973 se na Staroměstské radnici v Praze oženil s Miroslavou Benešovou. Žili spolu v Nerudově ulici 26 v domě U Zlatého orla nedaleko bytu Egona Bondyho.
Koch zemřel předčasně – byl stržen tramvají poblíž tramvajového podjezdu na Sídlišti Ďáblice. Jeho přátelé z Plastic People of the Universe a DG 307 zahráli na jeho pohřbu.

## Projekty
Od 16. září do 10. října 2010 se v Trafačka Aréně ve Vysočanech (původní výstavní síň Trafo Gallery Holešovice) uskutečnil unikátní výstavní projekt „Papírový hlavy“, který byl věnován vzpomínce na Milana Kocha a jeho ženu Mirku.

### V díle jiných autorů
Po Mirce Kochové pojmenoval Egon Bondy svoji sbírku „Mirka“, ta obsahuje báseň „Muchomůrky bílé“, zhudebněnou Mejlou Hlavsou. O Milanu Kochovi jsou některé básně Egona Bondyho nebo Pavla Zajíčka, například Magické noci, Anděl nám Kocha vzal, Co ještě povídal Koch.